# Triloculinopsis
Triloculinopsis es un género de foraminífero bentónico de la subfamilia Hauerininae, de la familia Hauerinidae, de la superfamilia Milioloidea, del suborden Miliolina y del orden Miliolida. Su especie tipo es Triloculinopsis tenuidomus. Su rango cronoestratigráfico abarca el Aquitaniense (Mioceno inferior).

## Discusión
Clasificaciones más recientes han incluido Triloculinopsis en la subfamilia Labalinininae, de la familia Quinqueloculinidae.

## Clasificación
Triloculinopsis incluye a la siguiente especie:
- Triloculinopsis tenuidomus †